# Ostatni samotnik
Ostatni samotnik – polski, niezależny film fabularny z roku 2019 w reżyserii Amadeusza Kocana.

## Historia
Film kręcony był przez 5 lat. Większość scen nagrano w Lubuskiem w tym między innymi na opuszczonym lotnisku w Tomaszowie, w kompleksie MRU, w starej bazie wojskowej pod Białą Podlaską i parku przemysłowym Zastal. Część scen została nagrana również w znajdującym się na terenie czarnobylskiej strefy wykluczenia opuszczonym mieście Prypeć na Ukrainie, dzięki współpracy z grupą Napromieniowani.pl W filmie udział wzięli między innymi znani komicy Grzegorz Halama i Abelard Giza.
Premiera odbyła się 21 października w zielonogórskim Cinema City, a film prezentowany był później między innymi w warszawskiej Kinotece. Produkcja reklamowana była przez twórców jako pierwszy niezależny pełnometrażowy film postapokaliptyczny w Polsce. Fabuła filmu osadzona została universum z powieści Piknik na skraju drogi Arkadija i Borysa Strugackich, znanym również z serii gier S.T.A.L.K.E.R.. Film doczekał się swojej dystrybucji na DVD oraz trafił na platformę VOD i Amazon Video. W 2021 na DVD ukazał się również w Japonii.

## Fabuła
Strefa zamknięta wypełniona jest promieniowaniem, niewytłumaczalnymi anomaliami, groźnymi mutantami, ale i ludźmi, którzy trafiają tam z różnych powodów. Do najbardziej niebezpiecznego miejsca na ziemi trafia młody Michał Szewczenko. Będzie musiał zmierzyć się z okropieństwami zony, by odnaleźć to, czego szuka.

## Obsada
- Damian Ziembiński – Michał Szewczenko
- Karol Kopiec – Gari
- Grzegorz Halama – Sroka
- Paweł Kaszkowiak – Pietrucha
- Abelard Giza – Mataj
- Wojciech Tremiszewski – Wania
- Dariusz Waluś – Stawros
- Jarosław Jaros – Herman
- Michał Gołkowski – Misza
- Angelika Przybyłek – Szeptucha

## Nagrody
- Best international feature film - "The Last Loner" (Ostatni samotnik). Polish international film festival (2019)[9].
- W 2021 film zdobył 1. miejsce w kategorii "najlepsza muzyka" oraz został wyróżniony za kinematografię na Jump Cuts Film Festival w Wielkiej Brytanii[10].